# Villalbilla
Villalbilla est une commune de la communauté de Madrid, en Espagne.